# Wyandotte County
Wyandotte County is een county in de Amerikaanse staat Kansas.
De county heeft een landoppervlakte van 392 km² en telt 157.882 inwoners (volkstelling 2000). De hoofdplaats is Kansas City.

## Bevolkingsontwikkeling

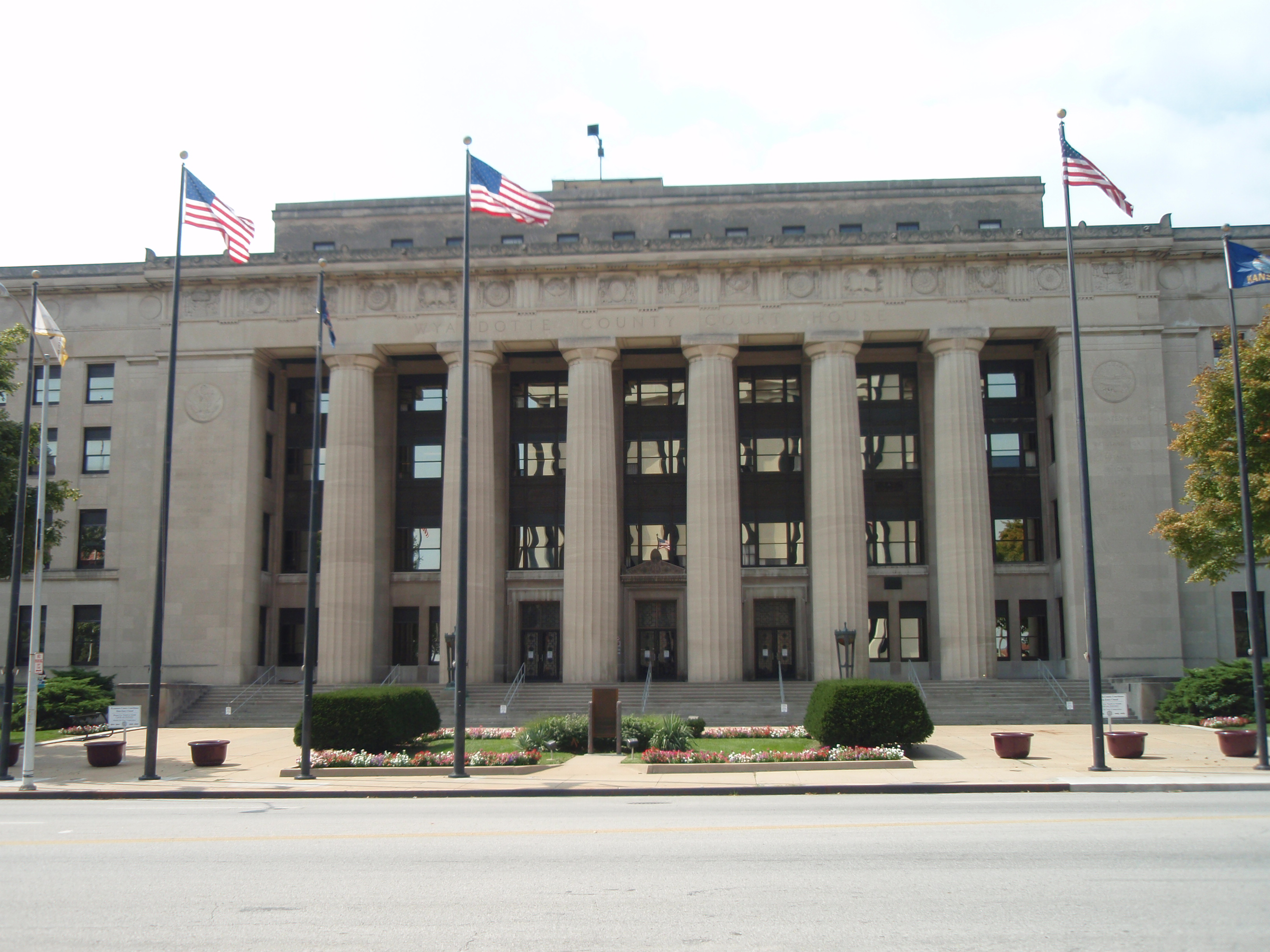
Wyandotte County Courthouse